# Desna (osiedle)
Desna (ukr. Десна) – osiedle typu miejskiego na Ukrainie w rejonie winnickim obwodu winnickiego.